# Merindad de Tudela
Merindad de Tudela (dawniej Merindad de la Ribera, bask. Tuterako merindadea) – jeden z pięciu merindades, na które podzielona jest wspólnota autonomiczna Nawarry. Powierzchnia 1530 km². W 1991 roku zamieszkany przez 80 833 osoby. Stolicą jest Tudela.
Merindad de le Ribiera powstał, podobnie jak większość pozostałych, w XIII wieku. Początkowo granica pomiędzy nim a Estella często się zmieniała. W 1407 roku z części obszaru merindadu Ribiera został utworzony merindad Olite.
Na obszarze merindad de Tudela znajdują się 23 gminy.